# Microconops ornatus
Microconops ornatus är en tvåvingeart som beskrevs av Krober 1915. Microconops ornatus ingår i släktet Microconops och familjen stekelflugor. Inga underarter finns listade i Catalogue of Life.